# Hi-fi
Hi-fi je vrsta tehnike za reprodukciju glazbe, audia, koja prevladava nemuštu i bizarnu reprodukciju glazbe i ljudske pojave pri muziciranju, inherentnu aglomerativnim sustavima.  U strožem smislu to je pojam kojim se opisuje vrsna reprodukcija zvuka i oznaka za audio uređaje koji zadovoljavaju s tim povezani standard. Hi-fi je ponajviše komponentni audio.
Hi-fi ostvaruje senzibilnu i informativnu prezentaciju snimljene glazbe i bliskih pojava, u prvom redu glazbene pozornice i distinkcije izvođača u prostoru i vremenu; ozračja, prizorišta, značajki izvedbe i sl.  Nerijetko predstavlja inženjersku, oblikovnu i perceptivnu uzornost primjetljive vrijednosti u suvremenoj kulturi. Često inspirira sklonost sličnu somelijerstvu - audiofiliju. Ovdje je poznat i pojam high-end audio, blizak pojmu hi-fi. Nazivak je skraćenica od poetične engleske kovanice "High-fidelity" koja znači "Visoka vjernost". "Vjernost" ovdje ima slično značenje u oba jezika.

## Opis
Hi-fi polazi od začudno loših iskustava s ranom ili jednostavnom kućnom glazbenom tehnikom i dojma da ona u svojoj komercijalnoj formi, neovisno o uporabnoj smislenosti, unatoč kakvoći ili čak izvjesnom stručnom podrijetlu nije sasvim riješena te daje rezultat umanjene uvidne vrijednosti i da je u tom smislu specifična među inženjerskim i uporabnim predmetima. Problematiku se moglo posebno osvještavati i imenovati. Ovo se povezuje u prvom redu s pretjeranom asociranošću funkcionalnih dijelova audia, koji su za ovo preosjetljivi, te je zametna zamisao za poboljšanje ovog stanja, stoga, deinterferencija sastavnih dijelova, u prvom redu zvučnika od signalnih dijelova. Kakvoća elektroničkih komponenti se podrazumijeva i zapravo ne smatra problemom, bar ne u većini dijelova reprodukcijskog stroja. Ovim pitanjima se bavi akademska grana elektroakustika.
Načelno, sržni projektni zahtjev je vrlo jednostavan - što veća fizička statičnost sustava, s funkcionalnim gibanjima, s ciljem potpunog podržavanja signala i eliminacije poremećaja i izobličenja - ali samim se rješavanjem isto i zaoštrava. Može se i, uopćeno, razlučiti u dva glavna pola - velika krutost, te eliminacija svih šumova, tj. najčešće vibracija bliskih razini signala, endogenih i egzogenih sustavu. Ovi, kao i neki drugi aspekti rješavanja strožeg audia su u pozicijama da si, vrlo karakteristično, protuslove i zahtijevaju rješenja, bilo nacrtna, ili, češće, materijalna. Općenito, u high-fidelity-ju se često spominju akustičko umrtvljivanje, nerezonantnost, protuvibracijske mjere, kakvoća veza i sl. Krajnja rješenja su osjetna, ali i u pomalo sublimnoj osjetilnoj sferi prizivajući i izoštrenu percepciju inženjerstva koja ipak ne zahtijeva formalnu upućenost. U ovome uživaju zaljubljenici u hi-fi. 
Digitalni audio, protivno prvotnim poimanjima, također zahtijeva pozornost. Radi se ponajprije o osiguravanju potpunog očitanja podataka (gubitak jednog bita ili riječi može dovesti do velikih deformacija rekonstruiranog signala) te osiguravanja urednog protjecanja bitstreama u cilju reduciranja glavnog poremećaja rada digitalnih sustava - jitter-a. Primjerice, oscilatori procesora mogu biti obloženi protušumnim materijalom. Digitalni reproduktori proizvodno variraju karakterno i stratifikacijski, ne samo zbog stanja svog analognog stadija.
Iako bi, u teoriji, svi hi-fi uređaji trebali funkcionirati identično (pravofazno), konstruktivne i tehnološke zbiljnosti je nemoguće izbjeći te ubrzo dolazi do izražaja problematike projektnog pristupa koja zbog suptilnosti funkcije i rješenja skoro trenutno profilira kao izvjesna narav uređaja,  ponad čistog inženjerstva. Ovo se ne percipira kao degradacija već kao oplemenjujuć oblik daljnje, sekundarne interpretacije glazbe, slično je karakteru glazbala i rijetki su proizvođači koji ovo pokušavaju izbjeći ili prevladati. Taj karakterni aspekt postaje i najvažniji u vrednovanju uređaja. Također, povezivanje funkcijskih komponenata je podložno promišljanju, može biti osobito dobro ili loše. Hi-fi rješenja, u poželjnom ishodu, zalaze u područje vrsnog inženjerstva i oblikovanja - najsuptilnije ili pak posebno inteligentne tehničke mehanike, vrsne elektronike; vrlo često u maniri vrhunskog obrta, ali u kontekstu masovne ili bar manufakturne proizvodnje. Time hi-fi može biti uzoran i prema polju produkt-dizajna. U lošijem ishodu, zbog specifične složenosti i osjetljivosti problematike te često pretjerano pasioniranog doživljavanja, hi-fi inženjerstvo može, ponajprije u entuzijastičkoj proizvodnji zaći u vode percepcijski opasnog parainženjerstva. Začudne oprečnosti naspram drugih proizvođača, neobične odrednice uporabe, pretjerana cijena, pojednostavljenja ili pak pretjerane kompleksnosti mogu indicirati ishitrenje ili zastranjenje.
Egzistira mnoštvo rješenja i oblika. Odabir je personaliziran, ali ovisi i o zatečenoj arhitekturi i interijeru, ponajviše u problematici zvučnika, ponajviše njihove akustičke naravi. Ni komponentizam, ni stereofonija nisu istovjetni s hi-fi razinom. Prvo je vrlo važno, a bez potonjeg bi bilo teško govoriti o rekreaciji pozornice i atmosfere. Zvučnici su u svakom slučaju najpoželjniji kao samostojeće pojave, u cjelini ili na stalcima, flankirajući komponentnu jezgru, koja je također najpoželjnije disocirana u adekvatne police, istovremeno postajući dio mobilijara. 
Viđen hi-fi uključivao je mahom funkcionalne separate, komponente, ali i različite poluintegrirane sustave s kvalitetnim centralnim blokom i izdvojenim ili čak komercijalno izostavljenim zvučnicima, primjerice gramopojačala. Vrlo često je pojačalo, kako ne bi bilo prividno bez funkcije, integrirano s radioprijemnikom (radiopojačalo, zvano "receiver") ili čak s relativno neosjetljivim kasetofonom. Postoje odnedavno i ekvivalenti u smislu sve-u-jednom uređaja, ne uključujući zvučnike. U najnovije vrijeme sve češći izvor je računalo (najpoželjnije laptop) ako je opremljeno s dostatno kvalitetnom zvučnom karticom i adekvatno pridruženo ostatku sustava. Tuneri su također sve češće sposobni za obradu glazbom bogatih sadržaja s interneta. Postoje čak i samostalni komponentni network playeri. Noviji hi-fi uređaji često su osposobljeni za prihvat i kvalitetnu pretvorbu glazbe s osobnih memorijskih blokova (flash-disk) s kojima je postalo moguće više no ikad glazbu prinašati i uživati u društvu.

## Povijest i prisutnost u kulturi
Neko vrijeme nakon inicijalne entuzijastične aktivnosti je i proizvodna sredina počela lučiti potpuno osviještene, performantno orijentirane primjerke kućne audio tehnike, čak i u istočnoblokovskim zemljama, u obliku funkcionalnih separata, "komponenata".  Disocijacija i hi-fi naznačeni su vrlo brzo nakon pojave ozbiljnije diskografije i gramofonije, još 1930ih godina, kad su, neovisno, bila i prva istraživanja stereofonije. Dok su se komponente današnjeg obličja formirale krajem šezdesetih godina, hi-fi je bio potpuno poznat kao komercijalni pojam i u starijem razdoblju, pedesetih godina, u vrijeme monofonije glavnog reprodukcijskog medija, gramofona. Navodi se da se naziv hi-fi prvo počeo rabiti u svezi FM radiodifuzije. Hi-fi je najveći interes među stanovništvom imao sedamdesetih godina. Tih godina je dosegao i punu inženjersku suvislost i one se vrlo često smatraju zlatnim dobom hi-fi -ja. Forme postignute sedamdesetih godina su do danas znakovite, dok tehnologija 21. st. poboljšava produkciju. Entuzijastička proizvodnja, tj. manufakture i manja industrija je još uvijek prihvatljiva za hi-fi.
Diskografija je u stanovništvu općenito preferiran način doživljavanja glazbe, a u hi-fi izvedbi se približava izvedbi uživo, najsličnije, primjerice, kućnim glazbenim večerima građanske kulture XIX. i ranog XX. stoljeća. U XXI. stoljeću hi-fi je moguće promatrati u sklopu poboljšane tehnološke kulture, dok je najveći razvoj doživio u sklopu visoke industrijske, inženjerske i ergonomske kulture visokog XX. stoljeća. Institucionalizirana glazbena izvedba uživo može dovesti u pitanje potrebu za kvalitetnim audiom, ali ona je kvantitativno limitirana, a i sama podložna vrlo sličnim razgradnim utjecajima kao što su šumovi i akustička svojstva. Ozbiljan audio manje ili više prenosi studijski identitet glazbe. Razina uvida i kontemplativnosti u audiofiliji veća je od tipične pri izvedbama uživo i podsjeća na profesionalno - akademsko okruženje. Također, tipična zabavna glazba je i uživo tehnički proizvedena, a i neki oblici moderne ozbiljne glazbe. Diskografija je, najviše u hi-fi kontekstu, mnogo postigla u ovjekovječenju i konzervaciji laičke i akademske glazbene baštine.
Velik je i broj prilično suvislih jeftinijih uređaja, pogotovo u najnovije doba, koji postižu vrlo solidne zvučne rezultate, osobito uz pravilnu disocijaciju. Audiofili preziru tipičan "amalgamski" sustav. Današnji suptilniji mikro-mini-midi sustavi se u potpunosti, popularno, prihvaćaju kao hi-fi. Stereo reprodukcija je već dugo standard, ali većina korisnika par zvučnika drži sasvim skupljenima i pri izvorsko-agregatnom bloku. U najnovije doba interes je za tzv. "kućna kina", nerijetko zasnovanima na performantnom audiu, koja s nekoliko kanala i zvučnika teže prostrijeti zvučnu pozornicu kroz doživljajno mjesto.
Poznat je i pojam high-end audio. Pojam "high-end" potječe iz opće komercijalne kulture. Engleski, "visoki predio", jesu proizvodi svojih vrsta koji ostvaruju najviši red funkcionalnosti. Jednostavna definicija, relevantna za audio, jest rad takav da je slabo ili nemoguće prepoznati da se radi o uređaju. Obično se govori o high-end uređajima, ali se može govoriti i o istome u svojem razredu ili čak o postizanju izvjesnog high-end-a vrlo adekvatnom kompozicijom funkcijskih komponenti. U novije vrijeme se performantni hi-fi kao pojam i stapa s high-end audiom zbog olakog korištenja pojma hi-fi za skoro sve glazbene aparate u svakodnevici.

## Znanost i standardizacija
Nakon geneze pojma isti je zaživio i u komercijalnoj kulturi na ne uvijek uredan i jednoznačan način - svakojaki senzibilniji uređaji bili su označavani kao hi-fi, pojavila se potreba za formalizacijom i možebitnom vjerodostojnim označavanjem koje bi kupcima istinski jamčilo valjanost uređaja. Prva i glavna norma koja je pokušala formalizirati seriozno riješene kućne glazbene uređaje bila je DIN 45500 iz 1966., kad je tehnički aspekt još bio nemali problem. Danas se ta razina relativno lako postiže, a još i u spomenuto vrijeme bilo je i performantnih uređaja, oblikovanih po profesionalnoj praksi, koji su je nadrastali te ih se cijeni još i danas. U upotrebi su još neke strože norme, ponajprije IEC 268. Neke norme u obvezna svojstva ubrajaju i stereofoniju. Zbog opisanih i nikad sasvim prevladanih komplikacija, označavanje za današnje pojmove relevantnih uređaja se prakticiralo površno sedamdesetih i povremeno osamdesetih godina, a danas se razni audio uređaji mahom samo funkcijski označavaju.
Struka i znanost u ovim pitanjima, osim svojih uvida konstruktivne prirode, naizgled ne nude morfološka poimanja koja bi prikladno isključila relativno subjektivnu ljudsku percepciju, kao što je obično moguće u mnogim drugim područjima. Koriste se neke znanstvene metode, bliske i organskoj psihologiji, za utvrđivanje kvalitativnih vrijednosti audio uređaja čega su primjer različiti slijepi testovi. Slijepim testovima se pribjegava najčešće u svezi evaluacije začudno skupih komponenti, najčešće kabela, ili u svezi rasprava između analognog i digitalnog zapisivanja. Ovim problemima je nadležna znanstvena grana psihoakustika koja označava analizu doživljavanja zvučnih pojava na fizičkoj i psihičkoj razini. Ovo bi moglo biti relevantno ponajviše zbog mlađih ljudi kojima je glazba na prvom mjestu u psihosocijalnom razvoju. Nameće se pozornost pragu dobrog prenošenja bića glazbe i osoba koje bi trebalo biti vidljivo i na oblikovnoj ozbiljnosti uređaja. Oko shvaćanje praga "hi-fi" reprodukcije je bilo mnogo prijepora i rasprava standarda.

## Hi-fi u Hrvata
Neprijeporno, u hrvatskim se obiteljima hi-fi rabi kao i u cijeloj Europi i svijetu. Hrvati slušaju glazbu, poglavito hrvatsku glazbenu scenu poglavito rabeći hi-fi.